# Casares de las Hurdes
Casares de las Hurdes – gmina w Hiszpanii, w prowincji Cáceres, w Estramadurze, o powierzchni 20,75 km². W 2011 roku gmina liczyła 489 mieszkańców.